# Marie Jubran
Marie Jubran (en arabe : ماري جبران) est une chanteuse arabe née en 1907 à Beyrouth (ou encore en 1911 selon les sources) et décédée à Damas en 1956.
Jeune enfant elle déménage avec sa famille de Beyrouth à Damas pour fuir les événements qui se déroulent du Liban au cours de la Première Guerre mondiale. Au décès de son père Yussef Jubran, Marie est confiée à sa tante, l'actrice Marie Jubran avec qui elle habite à Jérusalem. À peine âgée d'une dizaine d'années, Marie évolue dans un milieu artistique où elle apprend alors la danse, le théâtre, le chant et la maîtrise du luth. Elle est engagée comme chanteuse dans la troupe de l'acteur égyptien Husayn al-Barbari (حسين البربري).
Elle se produit alors dans les villes de Jaffa, Haïfa, à l'Est de la Cisjordanie et jusqu'au Caire. A Jérusalem, la réputation artistique de Marie grandit et elle devient Marie « La petite » pour la différencier de sa tante. Marie retourne à Damas (entre 1924 et 1925) après neuf ans d'absence où elle se produit durant quelques mois. Elle quitte ensuite Damas pour Beyrouth en raison des évènements provoqués par l'occupation mandataire française et le soulèvement de la population syrienne pour l'indépendance.
En 1927, elle retourne en Syrie où elle se produira successivement à Damas, Alep et de nouveau à Damas. Au début des années 1930, la réputation artistique de Marie Jubran se répandra jusqu'au Caire où elle se produira pendant 7 ans. À la fin des années 1930 Marie Jubran retourne à Damas où elle se produit au café Al-Abbassiyat. En 1950 elle est élue présidente du syndicat syrien des musiciens.
Au cours de sa carrière Marie Jubran chantera les compositeurs égyptiens les plus célèbres comme Sayyid Darwish, Dawd Husni, Zakarya Ahmad, Abou Al-'ala Muhammad, Muhammad al-Qasabaji, Muhammad 'Abd al-Wahhab, de même que les compositeurs syriens tel que Zaki Muhammad, Najib al-Sarrâj, Muhammad Muhsen, Riyad al-Bundak, Râshid 'Azzou,
Marie Jubran, soprano, était connue pour ses talents d'improvisation et d'interprétation des formes classiques du chant, adwar et Muwashshah.
Il existe très peu d'enregistrements du travail de Marie Jubran. Une anthologie a été publiée dans les années 2000 par le Ministère de la culture syrien dans le n°16 de la "collection des maîtres de la musique et de la chanson syrienne".

## Sources
- Notes de pochette du disque Marie Jubran (1907-1956) Série des grands musiciens et chanteurs syriens n° 16 (en langue arabe)
- Marie Jubran (1911-1956), Discover Syria (En langue arabe) : http://www.discover-syria.com/news/82
- The Art of Marie Jubran : https://www.youtube.com/watch?v=1Jgu5cXbXLI

## Discographie
Marie Jubran 1907-1956, Collection des maîtres de la musique et de la chanson en Syrie, n°16, s.d. Url : http://www.opera-syria.org/aldar_publication/issue_13_1.htm